# Rutger von Brüggenei
Rutger von Brüggenei († um 1404) war Priester des Deutschen Ordens und Bischof von Kurland.
Aus dem Geschlecht der Herren von Brüggenei stammend, die bei Bochum ansässig waren, ist von seinem Werdegang nichts bekannt. Nach dem Tode Bischofs Otto von Kurland wurde er wohl auf Betreiben seines Verwandten, des livländischen Landmeisters Wennemar von Brüggenei, 1399 mit dem Bistum Kurland providiert. Am 2. Juni 1399 obligierte er sich durch einen gewissen Johannes Hilferi, der sich vergeblich um das Bistum Breslau bemüht hatte, zur Zahlung der Servitien. Noch am selben Tag sowie am 5. Juni 1399 leistete der ehemalige Generalprokurator des Deutschen Ordens, Johann vom Felde, stellvertretend die Zahlungen an der Kurie. Vermutlich hielt sich Rutger zur selben Zeit am Hofe des Hochmeisters Konrad von Jungingen auf, der in Marienburg war. Von hier aus ritt er jedenfalls mit einem Beamten des Hochmeisters Ende des Jahres 1399 nach Königsberg. Zuvor dürfte er wie seine Vorgänger den Habit des Ordens empfangen haben. Von Königsberg aus ritt er dann in Begleitung von 60 Mann in sein Bistum.
Am 5. Juni 1406 letztmals erwähnt, kennt man weder sein genaues Todesdatum, noch sein Grab.